# Palazzo Giovanelli

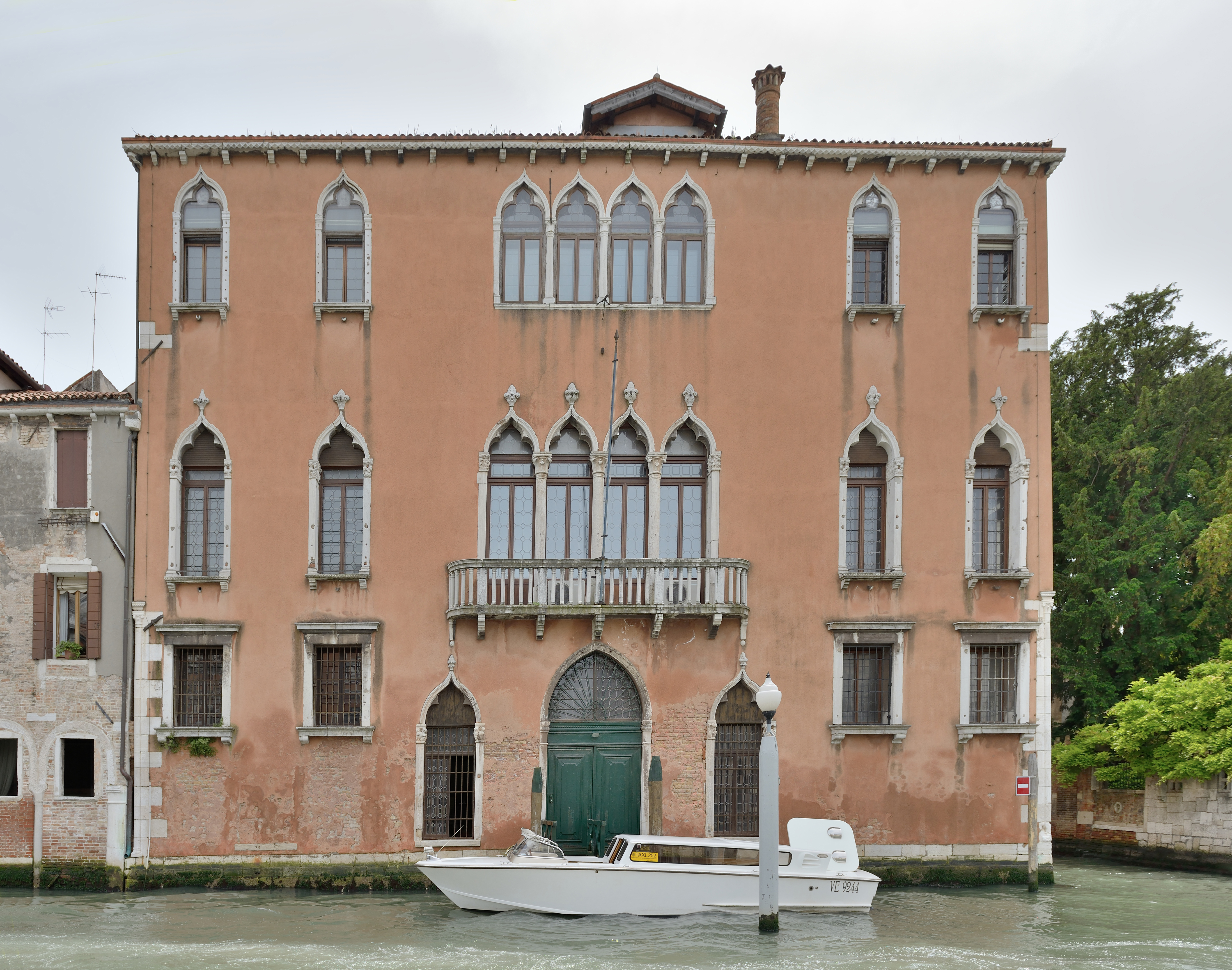
Palazzo Giovanelli, Fassade zum Canal Grande

Palazzo Giovanelli, auch Palazzo Foscarini Giovanelli, ist ein Palast in Venedig in der italienischen Region Venetien. Er liegt im Sestiere Santa Croce mit Blick auf den Canal Grande an der Einmündung des Rio di San Zan Degolà zwischen der Casa Rizzoli und der Casa di Boia.

## Geschichte
Der Palast wurde vermutlich Mitte des 15. Jahrhunderts errichtet. Der Entwurf wird Filippo Calendario, dem Architekten des Dogenpalastes, zugeschrieben. Über die Jahrhunderte wurde der Palast viele Male renoviert; in den Jahren 1847–1848 wurde er nach Plänen des Architekten Giovanni Battista Meduna fast vollständig neu gebaut. Diese Eingriffe sieht man insbesondere auf der Seite des Palastes zum Rio di San Zan Degolà hin; die Fassade dort besteht aus einer Mischung von gotischen, neugotischen und Renaissanceelementen.
Giovanni Battista Donà, Mitglied einer der wichtigsten venezianischen Familien, war der erste Besitzer. 1538 schenkte die Republik Venedig den Palast Francesco Maria I. della Rovere, Herzog von Urbino. Dann fiel er zum Ausgleich von Schulden an die Familie Giovannelli. Die Giovannelli stammten ursprünglich aus dem Bergamasco und wurde durch ihre Investition in den ungarischen Bergbau reich. 1668 kauften sie ihren Adelstitel gegen Zahlung von 100.000 Dukaten an die Serenissima.

## Beschreibung
Der Palast hat drei Stockwerke, wie die meisten Stadtpaläste. Die beiden Hauptgeschosse sind in der Mitte durch Vierfach-Kielbogenfenster verziert, flankiert von zwei Paaren von Einzelfenstern gleichen Stils. Das Vierfachfenster im ersten Obergeschoss hat eine Balustrade. Die Innenräume überarbeitete Meduna zu der Zeit, als auch die Renovierung der Ca’ d’Oro stattfand, inspiriert durch den neugotischen Stil. Die Innenräume haben Kassettendecken, Stuckarbeiten und marmorne offene Kamine. Auch zierten Gemälde, wie La Tempesta von Giorgione und Ritratto del’Inglese von Tizian den Palast.